# Bernard Vendrely

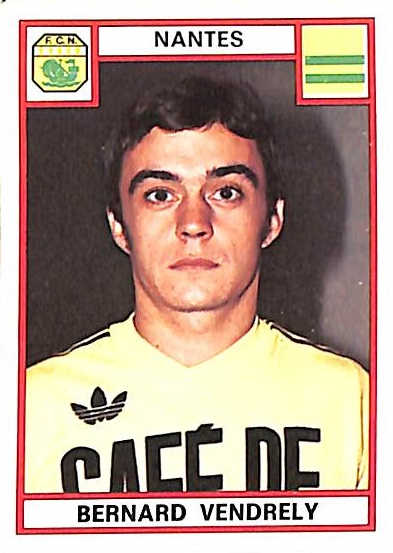
Bernard Vendrely. Fc Nantes 1976

Bernard Vendrely est un footballeur français né le 23 juin 1954 à Albi (Tarn). Ce joueur a évolué comme attaquant à Nantes.

## Biographie
Il est souvent remplaçant avec les canaris, mais après un passage à Troyes, il devient titulaire au Paris Football Club. 
Il termine sa carrière dans le club de ses débuts, l'US Albi.

## Carrière de joueur
- 1972-1973 :  US Albi
- 1973-1977 :  FC Nantes
- 1977-1978 :  Troyes AF
- 1978-1981 :  Paris FC
- 1982-1983 :  US Albi[1]

## Palmarès
- Champion de France en 1977 avec le FC Nantes
- Vice-Champion de France en 1974 avec le FC Nantes
- Vainqueur du championnat de France de division 3 en 1974 avec la réserve du FC Nantes